# KIDDY GiRL-AND
《KIDDY GiRL-AND》為《銀河戰警》的續篇，於2009年10月至2010年3月在日本播放，全24話。
2009年2月，後藤監督在其部落格進一步宣布，續作定名為《KIDDY GiRL-AND》，而之前的「Kiddy Grade 2」則被定位為暫定內容。此時動畫製作改由SATELIGHT負責，基本上跟「Kiddy Grade 2」架構無多大差異，但修改了一些設定。

## 故事簡介
設定在《天使特警》約50年後的舞台，GOTT已解體、由新組織「銀河系貿易監視機關」（Galactic Trade Organisation，簡稱GTO）繼承業務，描寫GTO轄下見習搭檔愛絲庫爾和克·菲優成長的故事。

## 登場人物

### GTO
愛絲庫爾（Ascoeur）　聲：內田彩／銀河萬丈（惡搞）
- 年齡：16歲（星曆0363年8月10日生）

名字取自法語「As de cœur」（紅心Ace），口頭禪是。粉紅色短髮的ES Member見習生，活潑可愛的少女。擁有短距離瞬間移動的能力「Push Pull」，能力C級。武器是櫛劍。平時在GTO所屬咖啡室當服務生。很喜歡南瓜布丁。實際上，擁有瞬間移動、干涉空間的能力。本為的妹妹。在死後獲得其能力，是眾多ES Member中最強的一個。
庫·菲兒（Q‐feuille）　聲：合田彩／內海賢二（惡搞）
- 年齡：8歲（星曆0372年9月21日生）

名字取自法語「Quatre Feuille」（四葉草）。靛色長髮的ES Member見習生，面冷心熱、像好學生一樣細心的少女。擁有預知事物的能力「Parfum」（法語：香水），能力C級。武器是特製巧克力球。平時在GTO所屬咖啡室當服務生。實際上，擁有干涉時間的能力。
（Di-air）　聲：高橋夢波
- 年齡：7歲

金色長髮的ES Member小見習生，由愛絲庫爾和克·菲優負責照顧。特殊能力「A-quare」，可暫時增幅他人的特殊能力。實際上，繼承了GOTT前局長的G級能力，可以干涉空間、時間。
（Trial-type of Assenble-system & Multipurpose Automata，T.A.M.A）　聲：若本規夫
Gene-tech Beast的一種、可任意變形的特殊人工生命體。
希維（Hiver）　聲：水橋香織
名字在法語的意思是「冬天」。溫柔剛毅的GTO本局局長。本為美露克洛蒂，即GOTT局長Eclipse的第一個秘書。在25年前時間凍結空間事件後，為了慎防敵人再次來襲，故與阿姆布拉斯多改頭換面，隱姓埋名。
索瑪（Sommer）　聲：瀧澤樹
名字在德語的意思是「夏天」。GTO本局局長的秘書。本為阿姆布拉斯多，即艾克蕾爾和琉美艾爾的監察官。在25年前時間凍結空間事件中失去記憶。
特蕾克希（Trixie）　聲：松岡由貴
ES Member，有時會不經意出現口頭禪「鏘鏘～☆」，擁有干涉空間的能力「Power-S」，能力G級，也是愛絲庫爾的偶像。在GTO的25周年慶典中被所殺。墓碑上刻著「Our third hope girl Trixie III Eclair」，25年前時間凍結事件之際由前GOTT局長艾克莉普絲利用特殊能力「Quant」複製艾克蕾爾等之第三代前兩代為「Uniear」 及「 Duerry」。
特洛沃婕（Troisienne）　聲：野上尤加奈
ES Member，有時會不經意出現座右銘「女孩子要優雅」，擁有干涉時間的能力「Particle-T」，能力G級；跟庫·菲兒同樣喜好動畫人物「CARDCAPTORGETTER SAKURA」，也是庫·菲兒的偶像。在GTO的25周年慶典中被所殺。墓碑上刻著「Our third shinning girl Troisienne III Lumiere」，複製琉美艾爾之第三代，前兩代為「Uni-ace」 及「 Dionie」。
特威德魯蒂（Tweedledee）　聲：桑谷夏子
ES Member，参照Kiddy Grade
特威德魯達姆（Tweedldum）　聲：福山潤
ES Member，参照Kiddy Grade
吽王（Un-ou）　聲：石田彰
ES Member，参照Kiddy Grade
阿王（A-ou）　聲：稻田徹
ES Member，参照Kiddy Grade
艾克蕾爾（Eclair）　聲：永田亮子
琉美艾爾（Lumiere）　聲：平野綾
歷經25年時間凍結事件後，在GOT重作馮婦。

### G-Society
與銀河系貿易監視機關（GTO）對立的恐怖組織，矢志復興貴族以往的權力與光榮，擁有實力堅強的幹部「Shadow Worker」。
（Geacht'er）　聲：日野聰
俊美的青年總帥，談吐舉止高雅，但讓人無法捉摸其真正意圖，亦持有干涉時間的特殊能力。在25年前時間凍結空間事件中企圖摧毀整個銀河系的主腦。
（Letuchaia）　聲：今野宏美
Shadow Worker，稱謂公主，口癖是「○倍○○」（例：10倍無聊），「Crazy cracker」的持有者，過激態力場操縱自如。
（Pauki）　聲：松元惠
Shadow Worker，稱謂騎士，的表兄弟、總是拿她沒轍，並一起使用「Crazy cracker」的特殊能力。
（Saphir）　聲：水原薰
Shadow Worker，職業殺手出身，使用冰凍能力「Frigidity」，可以藉此製造超導體。京都腔。愛慕。
（Rubis）　聲：齋藤楓子
Shadow Worker，職業殺手出身，擁有半獸人能力「Zoanthrope」，變身後以野獸般的利爪、敏捷及速度戰鬥。個性好戰，亦有幾分同情之心。只忠於自己心中的感覺，對於ガクトエル的行為有所不滿，轉而幫助ディア、ク・フィーユ救回アスクール。
（Shade）　聲：飛田展男
Shadow Worker，強攻艦隊司令，擅長精神幻影能力「Mirage-D」。前銀河警察所屬ES Member。對於非常忠心。
（Torch）　聲：中井和哉
Shadow Worker，強攻艦隊副司令，行使光學幻影能力「Mirage-L」。前銀河警察所屬ES Member。不喜歡讓拍檔自相殘殺的作戰。

## 用語
ES Member
参照Kiddy Grade
Shadow Worker
G-Society所屬異能幹部。

## 電視動畫

### 製作人員
- 原作：gímik
- 企畫：安田猛、嵐智史、酒匈暢彥、井上俊次、太布尚弘、佐藤道明
- 監督：後藤圭二
- 系列構成：木村英文
- 角色設定：門之園惠美
- 機械設計：海老川兼武、川原智弘
- 美術監督：德田俊之
- 攝影監督：岩崎敦、並木智
- 美術設定：兒玉陽平、松本浩樹
- 色彩設定：鈴木依里
- 音樂：上松範康
- 音響監督：佐藤順一
- 音響製作：樂音舍
- 音樂製作：Lantis
- 動畫製作：SATELIGHT
- 製作協力：、角川書店
- 製作：GTO（角川書店、角川映畫、Lantis、KlockWorx、SATELIGHT）

### 主題曲
片頭曲
- 「Baby universe day」

作詞：畑亞貴／作曲：黑須克彥／編曲：大久保薰／歌：愛絲庫爾（内田彩）、克·菲優（合田彩）
片尾曲
- （#1 #4 #7 #10 #12 #13 #15 #17 #19 #21）

作詞：yozuca*／作曲：rino／編曲：安瀨聖／歌：愛絲庫爾（内田彩）
- （#2 #5 #8 #9 #11 #14 #16 #18 #20 #22 #23）

作詞、作曲：yozuca*／編曲：chokix／歌：克·菲優（合田彩）
- （#3）

作詞：yozuca*／作曲：俊龍／編曲：安藤高弘／歌：克·菲優（合田彩）、（野上尤加奈）
- （#6）

作詞：yozuca*／作曲：俊龍／編曲：安藤高弘／歌：（若本規夫）
插入曲
- （#2）

作詞、作曲：白石稔／歌：愛絲庫爾（内田彩）
- （#4）

作詞、作曲：yozuca*／歌：愛絲庫爾 & 克·菲優 & （内田彩 & 合田彩 & 高橋夢波）

### 各話標題
| 話數 | 原文標題 | 劇本     | 分鏡       | 演出     | 作畫監督                            |
| ---- | -------- | -------- | ---------- | -------- | ----------------------------------- |
| 1    |          | 木村英文 | 後藤圭二   | 後藤圭二 | 谷川亮介                            |
| 2    |          | 木村英文 | 後藤圭二   | 登晋     | 岩崎光洋                            |
| 3    |          | 木村英文 | 酒井和男   | 酒井和男 | 堀內修                              |
| 4    |          | 木村英文 | 二瓶勇一   | 田邊泰裕 | 稻吉朝子                            |
| 5    |          | 木村英文 | 細田直人   | 細田直人 | 細田直人                            |
| 6    |          | 木村英文 |            | 大脊戶聰 | 阿部智之 豆塚隆                     |
| 6    | SAY YOU! | 木村英文 |            | 大脊戶聰 | 阿部智之 豆塚隆                     |
| 7    |          | 木村英文 | 二瓶勇一   | 菅原静貴 | 松本健太郎                          |
| 8    |          | 木村英文 | 山本裕介   | 水本葉月 | 岡田萬衣子                          |
| 9    |          | 木村英文 | 後藤圭二   | 菅原静貴 | 杉本功                              |
| 10   |          | 木村英文 | 及川啟     | 及川啟   | 谷川亮介                            |
| 11   |          | 木村英文 | 林宏樹     | 林宏樹   | 牧野龍一                            |
| 12   |          | 木村英文 | 島津裕行   | 祝浩司   | 杉村友和                            |
| 13   |          | 木村英文 | 今掛勇     | 間島崇寬 | 小倉典子                            |
| 14   |          | 木村英文 | 比嘉直     | 比嘉直   |                                     |
| 15   |          | 木村英文 | 筑紫大介   | 金崎貴臣 | 岡田萬衣子                          |
| 16   |          | 木村英文 | 西本由紀夫 | 渡部穩寬 | 織岐一寬 北條直明 安本學            |
| 17   |          | 木村英文 | 林直孝     | 室谷靖   | 谷川亮介 杉村友和                   |
| 18   |          | 木村英文 | 追崎史敏   | 追崎史敏 | 追崎史敏                            |
| 19   |          | 木村英文 | 島津裕行   | 菅原静貴 |                                     |
| 20   |          | 木村英文 | 西本由紀夫 | 太田知章 | 神本兼利                            |
| 21   |          | 木村英文 | 佐藤順一   | 室谷靖   | 熊谷勝弘 片岡英之 海堂浩幸 鹽川貴史 |
| 22   |          | 木村英文 | 今掛勇     | 祝浩司   | 織岐一寬 北條直明 杉藤早百合        |
| 23   |          | 木村英文 | 伊藤達文   | 伊藤達文 | 藤本悟                              |
| 24   |          | 木村英文 | 後藤圭二   | 後藤圭二 | 谷川亮介 杉村友和 片岡英之 海堂浩幸 |

### 播放電視台
日本深夜動畫：下文記載的日本国内播放時間使用日本標準時間（UTC+9）表示。因為部分時間标识會採用30小时制，因此請留意这类超过24:00的时间，其實際播放時間為翌日清晨。
| 電視台       | 播映期間                       | 播映時間                | 所屬聯播網   |
| ------------ | ------------------------------ | ----------------------- | ------------ |
| SUN電視台    | 2009年10月15日 - 2010年3月25日 | 週四24時40分 - 25時10分 | 獨立UHF系    |
| 埼玉電視台   | 2009年10月15日 - 2010年3月25日 | 週四25時00分 - 25時30分 | 獨立UHF系    |
| TOKYO MX     | 2009年10月16日 - 2010年3月26日 | 週五26時30分 - 27時00分 | 獨立UHF系    |
| 神奈川電視台 | 2009年10月16日 - 2010年3月26日 | 週五27時15分 - 27時45分 | 獨立UHF系    |
| 京都放送     | 2009年10月20日 - 2010年3月30日 | 週二25時00分 - 25時30分 | 獨立UHF系    |
| 千葉電視台   | 2009年10月20日 - 2010年3月30日 | 週二26時00分 - 26時30分 | 獨立UHF系    |
| 廣島電視台   | 2009年10月20日 - 2010年3月30日 | 週二25時34分 - 26時04分 | 日本電視台系 |
| 中京電視台   | 2009年10月20日 - 2010年3月30日 | 週二27時12分 - 27時42分 | 日本電視台系 |
| 仙台放送     | 2009年10月20日 - 2010年3月30日 | 週二26時08分 - 26時38分 | 富士電視台系 |

## 漫畫
| 冊數 | 角川書店      | 角川書店               | 台灣角川      | 台灣角川               |
| 冊數 | 發售日期      | ISBN                   | 發售日期      | ISBN                   |
| ---- | ------------- | ---------------------- | ------------- | ---------------------- |
| 1    | 2009年9月26日 | ISBN 978-4-04-715298-4 | 2011年8月11日 | ISBN 978-986-287-309-0 |
| 2    | 2010年4月26日 | ISBN 978-4-04-715425-4 | 2011年10月7日 | ISBN 978-986-287-392-2 |

## 備註
1. ↑  .   [2009-12-19]. （原始内容存档于2009-09-17）.
2. ↑  KIDDY GiRL-AND，月刊Newtype 2009年10月號。
3. 1 2  漫畫《KIDDY GiRL-AND Pure》。
4. ↑  KIDDY GiRL-AND，月刊Newtype 2010年1月號。

## 外部連結
- KIDDY GiRL-AND官方網站 （页面存档备份，存于） （日語）